# Lista de campanhas do Partido Comunista da China
Esta é uma lista de campanhas políticas dirigidas pelo Partido Comunista da China desde a fundação do partido em 1921.
| Ano           | Campanha                                                                  | Nome nativo (simplificado e tradicional)                  | Descrição | Mortes               | Fontes               |
| ------------- | ------------------------------------------------------------------------- | --------------------------------------------------------- | --- | -------------------- | -------------------- |
| 1930–1931     | Incidente da Liga Antibolchevique                                         | 打AB团 打AB團                                             | Um expurgo político nas bases do Partido Comunista na província de Jiangxi. Durante a campanha, Mao Zedong acusou seus adversários de pertencer à agência de inteligência do Kuomintang chamada "Liga Antibolchevique." A campanha resultou no julgamento e execução de uma grande número de oficiais e soldados do Exército Vermelho. |                      | [ 1 ]                |
| 1937          | Campanha Antitrotskista                                                   | 肃清托派 肅清托派                                         | Uma campanha realizada pelo Partido Comunista contra elementos trotskistas presentes no interior do partido. |                      |                      |
| 1941–1945     | Movimento de Retificação de Yan'an                                        | 延安整风 延安整風                                         | Uma campanha de retificação ideológica que ocorreu na base do Partido Comunista em Yan'an, após o fim da Longa Marcha. Durante a campanha, Mao consolidou seu papel como Líder político do Partido Comunista, e estabeleceu o Marxismo-leninismo e o Pensamento Mao Zedong como as ideologias orientadoras do Partido. A campanha foi notável por seu papel em unificar e fortalecer o Partido Comunista, assim como pelos métodos de reforma de inspiração soviética que ajudaram a padronizar o Partido, incluindo o uso da autocrítica e da "luta interna." Estima-se que 10.000 pessoas foram mortas durante o movimento de retificação. | 10 mil               | [ 2 ] [ 3 ]          |
| 1947–1952     | Reforma Agrária Chinesa                                                   | 土地改革 土地改革                                         | A primeira de muitas campanhas de reforma agrária, tomou forçadamente as terras dos senhores de terra e redistribuiu-as entre os camponeses. A campanha foi notável por, ao contrário da prática soviética em que o aparato de segurança foi o responsável por redistribuir a terra e punir os antigos proprietários, encorajar o próprio povo a derrubar e matar os proprietários de terras. A campanha de reforma agrária aumentou a popularidade do Partido Comunista entre os camponeses chineses, e resultou de 1 a 4,5 milhões de mortos. | 1 a 4,5 milhões      | [ 4 ] [ 5 ]          |
| 1950–1953     | Campanha de Repressão aos Contrarrevolucionários                          | 镇反 鎮反                                                 | Primeira campanha política realizada após a fundação da República Popular da China, a Campanha de Repressão aos Contrarrevolucionários visou consolidar a autoridade do Partido Comunista e suprimir a oposição residual, incluindo antigos apoiadores, funcionários, negociadores e intelectuais do Kuomintang. Aqueles que foram acusados de serem contrarrevolucionários foram denunciados em julgamentos de massa; muitos foram sentenciados ao trabalho ou condenados à execução. Estima-se que entre 700 mil e 2 milhões foram mortos na campanha. | 700 mil a 2 milhões  | [ 6 ] [ 7 ]          |
| 1950–1955     | Nova Lei de Casamento                                                     | 新婚姻法 新婚姻法                                         | Uma lei de casamento determinando que casamentos sejam registrados por instituições do estado, e aumentando a idade mínima para o casamento de 20 anos para homens e 18 anos para mulheres. |                      | [ 8 ]                |
| 1950–1956     | Campanha de Combate ao Analfabetismo                                      |                                                           | Foco em elevar as taxas de alfabetização entre 15 e 25% em 1950. |                      | [ 9 ] [ 10 ] [ 11 ]  |
| 1951–1952     | Campanhas Três-Anti e Cinco-Anti                                          | 三反五反 三反五反                                         | As campanhas dos Três-Anti (1951) e dos Cinco-Anti (1952) foram movimentos de reforma urbana visando os capitalistas e proprietários de negócios. As campanhas ostensivamente pretendiam eliminar a corrupção, peculato, desperdício, embora também tenha servido para expurgar a oposição ao novo governo comunista. |                      | [ 12 ]               |
| 1951–1953     | Eliminar os Movimentos Sectários                                          | 退道运动 退道運動                                         | Uma campanha para denunciar e suprimir sociedade secretas e organizações religiosas que era vistas como potenciais ameaças à autoriadade do Partido Comunista da China. |                      | [ 13 ] [ 14 ]        |
| 1953          | Nova Campanha dos Três-Anti                                               | 新三反 新三反                                             | |                      |                      |
| 1955          | Movimento Sufan                                                           | 肃反 肅反                                                 | Um expurgo político de "contrarrevolucionários ocultos", incluindo intelectuais, particularmente dentro do aparato militar e político. O Diário do Povo anunciou que 10% dos membros do Partido Comunista eram secretamente traidores. Estimativas variam em relação ao número de indivíduos afetados. Uma fonte afirma que 81 mil indivíduos foram presos, enquanto outra fonte fiz que 770 mil foram mortos na campanha. | 770 mil              | [ 15 ]               |
| 1956–1957     | Desabrochar de Cem Flores                                                 | 百花运动 百花運動                                         | A Campanha das Cem Flores foi um breve período onde intelectuais e outros foram encorajados a oferecer visões diversas e críticas em relação à política nacional sob o lema "Que cem flores desabrochem e surjam cem escolas de pensamento." Quando o criticismo começou a ter como alvos Mao Zedong e o regime comunista, o movimento foi reprimido, e muitos de seus participantes foram punidos. A repressão ideológica após o fracasso da campanha reimpôs a ortodoxia maoísta à expressão pública, e catalisou o movimento Antidireitista. |                      | [ 16 ]               |
| 1956          | Parceria Público-Privada                                                  | 公私合营                                                  | Campanha baseada em provisões do Conselho de Estado em relação a diversas questões referentes à propriedade e em implementações de parcerias público-privadas, envolvendo maquinário, habitação, depósitos de minerais, produtos industrializados, matérias-primas, fundos de previdência, etc. Objetos intangíveis não eram mencionados. |                      |                      |
| 1957          | Retificação do Partido                                                    |                                                           | |                      | [ 12 ]               |
| 1957–1959     | Campanha Antidireitista                                                   | 反右派运动 反右派運動                                     | A Campanha Antidireitista emergiu em resposta à campanha do Desabrochar de Cem Flores, e constituiu um esforço para identificar e purgar alegados "direitistas" e críticos das políticas do Partido Comunista. O movimento ocorreu em duas fases, de 1957 a 1959, e viu a perseguição política de um número estimado de 400 a 700 mil pessoas. Intelectuais foram um alvo específico da campanha, e estima-se que 10% dos intelectuais, engenheiros e técnicos foram categorizados como direitistas pela campanha. Aqueles assim rotulados, eram sujeitos à exclusão social, criticismo e sessões de arrependimento, ou eram enviados para prisões ou campos de trabalho como punição.                                                          |                      | [ 12 ] [ 15 ]        |
| 1958–1960     | Grande Salto Adiante                                                      | 大跃进 大躍進                                             | O Grande Salto Adiante foi uma campanha iniciada por Mao Zedong que buscava rapidamente transformar a China em uma sociedade comunista moderna através do processo de desenvolvimento da agricultura, indústria e coletivização da terra. A agricultura privada foi proibida, e os envolvidos com esse tipo de prática foram designados como contrarrevolucionários e perseguidos. Embora a intenção fosse aumentar a capacidade econômica da China, o Grande Salto Adiante acabou sendo um período de regressão econômica. As políticas postas em prática durante a campanha, realizadas com uso de coerção e violência, resultaram na Grande Fome Chinesa e levaram de 36 a 45 milhões de mortos, de acordo com o historiador Frank Dikotter. | 36 a 45 milhões      | [ 17 ] [ 18 ]        |
| 1958–1962     | Campanha das Quatro Pragas                                                | 大跃进 大躍進                                             | Uma mobilização de massas para erradicar ratos, moscas, mosquitos e pardais. O extermínio de pardais prejudicou o balanço ecológico, causando proliferação de gafanhotos e resultando em danos severos às plantações. |                      | [ 19 ]               |
| 1961          | Reeducação de Membros do Partido                                          |                                                           | |                      | [ 12 ]               |
| 1963–1966     | Movimento de Educação Socialista                                          | 社会主义教育运动 社會主義教育運動                         | Também chamada de campanha das "quatros limpezas", o Movimento de Educação Socialista buscava limpar a burocracia de elementos "reacionários", particularmente nos campos da política, economia, organização e ideologia. Parte da campanha envolveu enviar membros do governo e intelectuais para o interior do país para aprender com os camponeses. |                      | [ 20 ]               |
| 1963          | Aprenda com o Camarada Lei Feng                                           | 向雷锋同志学习 向雷鋒同志學習                             | Uma campanha de propaganda encorajando a imitação de Lei Feng, um jovem soldado do Exército de Libertação Popular que morreu aos 22 anos. Lei Feng foi elevado ao patamar de exemplo dos ideais comunistas, por seu forte trabalho ético, natureza de autossacrifício e dedicação inquestionável ao presidente Mao Zedong e à causa socialista. |                      | [ 21 ]               |
| 1964          | Retificação do Partido                                                    |                                                           | |                      | [ 12 ]               |
| 1966–1976     | Grande Revolução Cultural Proletária                                      | 文化大革命 (ou 文革) 文化大革命 (ou 文革)                 | A Grande Revolução Cultural Proletária, geralmente conhecida como a "Revolução Cultural", foi um movimento sociopolítico que ocorreu na República Popular da China de 1966 até 1976. Levada a cabo por Mao Zedong, tinha como objetivo reforçar a natureza comunista do país através da eliminação de elementos tradicionais, culturais e capitalistas da sociedade chinesa, assim como impor a ortodoxia maoísta no interior do Partido. A revolução marcou o retorno de Mao Zedong à mais elevada posição de poder após o fracasso do Grande Salto Adiante. O movimento paralisou a China politicamente e significativamente afetou o país socialmente e economicamente.                                                                      | 500 mil a 2 milhões  | [ 22 ]               |
| 1966          | Destruição dos Quatro Velhos                                              | 破四旧 破四舊                                             | A Destruição dos Quatro Velhos foi uma das primeira campanhas da Revolução Cultural. Mao Zedong afirmou que os "Quatro Velhos" — Velhos Costumes, Velha Cultura, Velhos Hábitos e Velhas Ideias — precisavam ser destruídos. A tarefa foi levada a cabo principalmente pelos Guardas Vermelhos que realizaram o desejo de Mao por meio da destruição e queima de artefatos culturais, literatura chinesa, pinturas e templos e símbolos religiosos. Pessoas em posse de tais objetos eram punidas. Intelectuais foram caracterizados como personificação dos Quatro Velhos, o que resultou em sua perseguição. |                      | [ 23 ]               |
| 1967          | Limpando as Fileiras de Classe                                            | 清理阶级队伍                                              | Uma campanha realizada durante a Revolução Cultural e que tinha como objetivo limpar as fileiras do Partido Comunista dos "traidores, espiões, capitalistas, contrarrevolucionários e membros das Cinco Categorias Negras". | 500 mil a 1,5 milhão | [ 24 ]               |
| 1968–1978     | Campanha de Envio ao Campo                                                | 上山下乡，接受贫下中农再教育 上山下鄉，接受貧下中農再教育 | Parcialmente como um esforço para frear o caos da Revolução Cultural e dissolver as Guardas Vermelhas, Mao iniciou uma campanha para enviar a juventude urbana para áreas rurais remotas para "aprender com os camponeses." A campanha, que começou no final dos anos 60 e durou até os anos 70, produziu uma "geração perdida" na China, considerando que a campanha negou aos jovens a oportunidade de perseguir uma educação avançada. |                      | [ 25 ]               |
| 1969          | Retificação do Partido                                                    |                                                           | |                      |                      |
| 1970–1972     | Um Ataque e os Três Anti                                                  | 一打三反运动                                              | Uma campanha para derrubar os "contrarrevolucionários" sob o pretexto de combater os "três antis": corrupção, especulação e extravagância e desperdício. Estimativas oficiais apontam que nos primeiros dez meses da campanha um total de 280 mil chamados "contrarrevolucionários" foram presos. |                      | [ 22 ]               |
| 1973–1975     | Criticar Lin, Criticar Confúcio                                           | 批林批孔运动 批林批孔運動                                 | Uma campanha iniciada em 1973 que ligava os ataques prévios ao falecido Lin Biao como sendo críticas ao confucionismo. A campanha envolveu referência alegóricas onde Mao e a Gangue dos Quatro eram representados como Qin Shihuang e a tradição Legalista, enquanto Zhou Enlai foi usado para representar as forças reacionárias do Confucionismo. A campanha serviu indiretamente para criticar Zhou Enlai, enquanto dava apoio à Gangue dos Quatro. |                      | [ 26 ]               |
| 1975–1977     | Contra-atacar os Desvios de Direita da Tendência de Reversão de Vereditos | 反击右倾翻案风 反击右傾翻案風                             | Campanha usada pela Gangue dos Quatro para atacar Deng Xiaoping. |                      | [ 27 ]               |
| 1976          | Campanha para denunciar a Gangue dos Quatro                               |                                                           | Imediatamente após a morte de Mao Zedong, a "Gangue dos Quatro" — composta por Jiang Qing, Zhang Chunqiao, Yao Wenyuan e Wang Hongwen — foi denunciada como contrarrevolucionária. Como todos os quatro possuíam posições proeminentes no governo de Mao, foram acusados pelos maiores excessos cometidos pela Revolução Cultural, sendo condenados em 1981. |                      |                      |
| 1982          | Campanha Anticorrupção e Crimes Econômicos                                |                                                           | |                      | [ 12 ]               |
| 1983–1984     | Campanha contra Poluição Espiritual                                       | 清除精神污染 清除精神污染                                 | A campanha contra a poluição espiritual foi promovida por facções conservadoras do Partido Comunista da China, notavelmente Deng Liqun, no outono de 1983. A campanha foi parte de uma reação contra o crescente discurso intelectual promovendo humanismo e direitos civis e outras demonstrações de "liberalismo burguês." |                      | [ 12 ] [ 28 ]        |
| 1983–1987     | Retificação do Partido                                                    |                                                           | |                      | [ 12 ]               |
| 1986–1992     | Campanha Contra a Liberalização Burguesa                                  |                                                           | |                      | [ 12 ]               |
| 1989–2000     | Campanha Anticorrupção                                                    |                                                           | |                      | [ 12 ]               |
| 1996          | Agarrando o Grande e Soltando o Pequeno                                   | 抓大放小 抓大放小                                         | Parte de uma onda de reformas industriais implementadas pelo governo em 1996. Tais reformas incluíam esforços para promover cooperativas estatais e diminuir o setor estatal. |                      | [ 29 ]               |
| 1998–2000     | Campanha de Retificação dos "Três Esforços"                               | 三讲                                                      | Iniciada por Jiang Zemin ao final de 1998, a campanha dos "Três Esforços" foi uma retificação ideológica destinada aos membros do Partido Comunista que pedia que eles se esforçassem no estudo, na política e no retidão (jiang xuexi, jiang zhengzhi, jiang zhengqi). A campanha for parte de um esforço para reconciliar as reformas de mercado com a filosofia socialista. No decorrer da campanha, alguns oficiais de alto nível do Partido Comunista foram condenados sob acusações de corrupção. |                      | [ 30 ]               |
| 1999–Presente | Campanha contra o Falun Gong                                              | 取缔法轮功 取締法輪功                                     | Campanha para erradicar o Falun Gong, uma prática espiritual baseada no qigong que possuía cerca de 70 milhões de praticantes em 1999. A campanha envolveu o uso de propaganda, aprisionamento extrajudicial e reeducação coercitiva de adeptos do Falun Gong. Acredita-se que pelo menos dos mil foram torturados e mortos. e centenas de milhares foram presos. |                      | [ 31 ] [ 32 ] [ 33 ] |
| 2005          | Campanha para Manter a Natureza Avançada dos Membros do Partido Comunista | 保持共产党员先进性教育 保持共產黨員先進性教育             | Retificação ideológica com o objetivo de fortalecer o conhecimento de teoria marxista dos membros do Partido, lutar contra a corrupção e guardar-se contra contradições sociais que ameaçassem o status do Partido Comunista. Após a campanha oficial ter início em janeiro de 2005, milhões de membros do Partido foram ordenados a realizarem sessões de educação e autocrítica. |                      | [ 30 ] [ 34 ]        |
| 2006          | Oito Honras e Oito Vergonhas                                              | 八荣八耻 八榮八恥                                         | Um código moral introduzido por Hu Jintao com o objetivo de "medir o trabalho, conduta e atitude" dos membros do Partido Comunista. |                      | [ 35 ]               |
| 2009          | Projeto 6521                                                              |                                                           | Uma operação nacional encabeçada por Xi Jinping e Zhou Yongkang para garantir “estabilidade social" suprimindo potenciais dissidentes durante aniversários de significância política. O nome da campanha refere-se ao 60º aniversário de fundação da República Popular da China, o 50º aniversário da revolta de 1959 no Tibete, o 20º aniversário dos protestos na Praça da Paz Celestial, e o 10º aniversário da perseguição ao Falun Gong. |                      | [ 36 ] [ 37 ]        |
| 2012          | Campanha Anticorrupção de Xi Jinping                                      |                                                           | Uma operação nacional encabeçada por Xi Jinping para acabar com a corrupção e limpar o Partido Comunista da China. |                      | [ 38 ]               |